# Kōhei Matsumoto (futbolista nacido en 1994)
Kōhei Matsumoto (松本 孝平 Matsumoto Kōhei?, Kanagawa, 31 de julio de 1994) es un futbolista japonés que juega como delantero en el F. C. Osaka.

## Trayectoria

### Clubes
| Club                     | País  | Año       |
| ------------------------ | ----- | --------- |
| Nagoya Grampus           | Japón | 2017-2018 |
| S. C. Sagamihara         | Japón | 2018      |
| Maruyasu Okazaki         | Japón | 2019-2020 |
| Tiamo Hirakata           | Japón | 2021      |
| Kamatamare Sanuki        | Japón | 2022      |
| Ventforet Kofu           | Japón | 2023-2024 |
| Kataller Toyama (cedido) | Japón | 2024      |
| F. C. Osaka              | Japón | 2025-     |